# Mimostrangalia breviceps
Mimostrangalia breviceps är en skalbaggsart som beskrevs av Holzschuh 1998. Mimostrangalia breviceps ingår i släktet Mimostrangalia och familjen långhorningar. Inga underarter finns listade i Catalogue of Life.